# Фудбалски савез Порторика
Фудбалски савез Порторика (шп. Federación Puertorriqueña de Fútbol (FPF)) је управно тело фудбалског удружења у Порторику. Основана је 1940. године, а придружена ФИФАи 1960. године, једна је од последњих која је то учинила на западној хемисфери. Она управља целокупним фудбалом на острву, укључујући мушку фудбалску репрезентацију и женску фудбалску репрезентацију Порторика, аматерску Националну лигу  Футбола у Порторику, редовну професионалну лигу (Liga Profesional de Fútbol de Puerto Rico) Порторика, као и о фудбалском клубу Порторико који је играо у Северноамеричкој фудбалској лиги.

## Историјат
Због свог јединственог статуса у односу на Сједињене Америчке Државе, управљање фудбалом у Порторику се разликовало од традиционалног формата, 14. маја 2008. савез је најавио стварање Порториканске сокер лиге (Puerto Rico Soccer League или PRSL), прве уједињене лиге у историји острвског фудбала,  иако се распала 2011. године. Последњих година Савез је покушава да поправи историју слику фудбала на острву, то јест лош учинак у фудбалу. Томе највише доприноси сарадња са бројним постојечим клубовима из целог света, који желе да подигну базу у Порторику.
Дана 9. марта 2015. године, Извршни одбор Фудбалског савеза Порторика (ФПФ) одобрио је резолуцију у којој је прецизирано да ће у Порторику постојати само једна лига, а пре тога статути ФПФа дозвољавали су више од једне лиге првака у Порторику. 